# Robin Neumann
Robin Neumann, född 12 december 1997, är en nederländsk simmare. 
Neumann tävlade i två grenar (200 meter frisim och 4 x 200 meter frisim) för Nederländerna vid olympiska sommarspelen 2016 i Rio de Janeiro.